# Clănița, Teleorman
Clănița este un sat în comuna Frăsinet din județul Teleorman, Muntenia, România. Se află în Câmpia Găvanu-Burdea, pe malul stâng al râului Clănița. La recensământul din 2002 avea o populație de 642 locuitori.